# Ducado de Franconia
El ducado de Franconia (en alemán: Herzogtum Franken) fue uno de los cinco ducados raíz de la Francia Oriental durante el período formativo de Alemania y el Sacro Imperio Romano Germánico en el siglo X. El área había formado parte de la antigua Austrasia franca. La palabra Franconia, usada por vez primera en una carta de 1053 en latín, fue aplicado como las palabras Francia, France, y Franken, a una porción de la tierra ocupada por los francos.

## Geografía
El ducado se extendió, durante la declinación de la dinastía carolingia, a lo largo del valle del río Meno desde su confluencia con el Rin Superior hasta la bávara Marca del Nordgau, en las actuales áreas de la Franconia bávara, el sur de Turingia, Hesse (incluyendo el Hesse renano), el Palatinado y el norte de Baden-Wurtemberg (p.e. Rhine-Neckar y Heilbronn-Franken). También incluyó varios Gaue en la orilla izquierda del Rin alrededor de las ciudades de Maguncia, Espira y Worms abarcando lo que hoy en día es el Hesse Renano y la región del Palatinado. 
Ubicado en el centro de lo que sería el reino alemán alrededor de 919, limitaba con el ducado raíz de Sajonia al norte, Austrasia (Alta y Baja Lorena) en el oeste, el ducado de Suabia al suroeste y el ducado de Baviera al sudeste.

## Historia

El territorio del ducado de Franconia formaba parte del núcleo del reino franco de Austrasia que no pasó a Francia Media/Lotaringia después del Tratado de Verdún

El ducado se desarrolló durante la decadencia del imperio carolingio, cuando formó parte del núcleo del reino franco de Austrasia (esto es, "Francia Oriental"), y obtuvo su forma cuando las partes más al noroeste de Austrasia se convirtieron en un nuevo reino llamado Lotaringia.
A diferencia de los otros ducados raíz, Franconia no evolucionó hacia una entidad política estable, aunque los condes sálicos locales poseyeron grandes territorios en las regiones occidentales (Franconia Renana). En 906 Conrado el Joven en el Lahngau es mencionado como dux Franconiae. Luego de la extinción de los carolingios alemanes en 911, Conrado fue elegido el primer rey de Alemania (como Conrado I, Rex Francorum de acuerdo a la Ley Sálica) y fue sucedido como duque de Franconia por su hermano menor Everardo. Sin embargo, la Dinastía salia no prevaleció ante los ascendentes otonianos sajones: en 919 Enrique de Sajonia sucedió a Conrado como rey de Alemania, y el ducado raíz de Franconia pasó al hijo de Enrique, el rey Otón I de Alemania, después de que una revuelta del duque Everardo fuera aplastada en la batalla de Andernach (939). El rey Otón no designó un nuevo duque de Franconia, y el ducado fue dividido en varios condados y obispados, que estuvieron subordinados directamente a los reyes alemanes.
Los condes sálicos de la Franconia renana aparecen algunas veces mencionados como duques de Franconia y se convirtieron en la dinastía real e imperial de Alemania en 1024. En 1093, el emperador Enrique IV concedió los territorios de la Franconia renana como un feudo a Enrique de Laach, el conde palatino de Aquisgrán, que se desarrollaría hasta ser el importante principado alemán del Palatinado (Kurpfalz). Con el ascenso del conde Conrado el Rojo, la Franconia renana se convirtió en el núcleo territorial de la Dinastía salia, que suministró cuatro emperadores entre los siglos XI y XII: Conrado II, Enrique III, Enrique IV y Enrique V. Este comprendía las ciudades de Maguncia, Espira y Worms, siendo las últimas dos los centros administrativos de los condados que permanecieron en manos de los descendientes de Conrado el Rojo. Algunas veces estos condes fueron llamados informalmente, de acuerdo a su gran poder en la región, como duques de Franconia.
El emperador Conrado II fue el último en llevar el título ducal. Cuando murió en 1039, la Franconia se dividió en una constelación de pequeños estados, como las ciudades de Fráncfort, Espira y Worms, los Principados-Obispados de Maguncia, Espira y Worms, así como el Landgraviato de Hesse, entonces parte de Turingia. Junto a estas poderosas entidades, surgieron muchos Estados más pequeños. 
Mientras que el emperador Federico I Barbarroja otorgó en 1168 el título ducal a los príncipes-obispos de Wurzburgo en la Franconia Oriental, la Franconia renana se dividió y extinguió. Sus territorios se convirtieron en parte de la Circunscripción de Alta Renania en 1500.

## Duques

Escudo de armas de Franconia

- Enrique (882-92), como "margrave de los francos" (marchio francorum) y "duque de los austrasianos" (dux austrasiorum)
- en 906 :Conrado el Viejo (m. 906) a veces tratado, retrospectivamente, como el gobernante de Franconia
- 906-911: Conrado I, el Joven, también rey de Alemania desde 911
- 912-939: Everardo de Franconia

Desde 939 a 1115 el título estuvo en manos de los emperadores Otonianos después salios:
- 939-955:Conrado el Rojo, como conde en Franconia
- 955-985: Otón I de Carintia;
- 985-995: Enrique de Franconia;
- 995-1004: Otón I de Carintia, restablecido;
- 1004-1011: Conrado I de Carintia;
- 1011-1030: Conrado el Joven;
- 1030-1039: Conrado el Sálico;
- 1039-1056: Enrique III el Negro;
- 1056-1106: Enrique IV;
- 1106-1115: Enrique V;

En 1115 el emperador Enrique V invistió a Conrado, el hijo cadete de Federico (que cerca de su muerte se llamó a sí mismo "duque de Franconia");
- 1115-1152: Conrado de Hohenstaufen;
- 1152-1167: Federico de Rothenbourg;
- 1191-1196: Conrado de Rothenbourg.

En 1168 el ducado de Franconia fue concedido por el emperador Federico I al Obispado de Wurzburgo. En 1633 las victorias suecas en la guerra de los Treinta Años, permitieron otorgar el ducado (incluía el Obispado de Wurzburgo y el de Bamberg) al protestante Bernardo de Sajonia-Weimar, siendo su hermano Ernesto el administrador, la derrota sueca en la Batalla de Nördlingen (1634), acabó con el renovado ducado. Los obispos siguieron gobernando hasta que el obispado fue secularizado en 1803 y absorbido por el Electorado de Baviera. Cuando el Gran Ducado de Wurzburgo, el Arzobispado de Maguncia y la mayor parte del resto de Franconia pasó a formar parte del reino de Baviera en 1814, los reyes asumieron el título ducal. El actual jefe de la casa de Wittelsbach, Francisco de Baviera (n. 1933) aún es denominado a la manera tradicional como Su Alteza Real el duque de Baviera, duque en Suabia y Franconia, Conde palatino del Rin.